# Romain Gavras
Romain Gavras (ur. 4 lipca 1981 w Paryżu) – francusko-grecki filmowiec.
Szerzej znany publiczności z realizacji teledysku artystki M.I.A. do utworów - „Born Free” (2010) i „Bad Girls” (2012). Przy tworzeniu filmów i wideoklipów artysta posługuje się realistycznymi zdjęciami i charakterystycznym montażem, jego język filmu jest agresywny. Syn reżysera Constantinosa Gavrasa. W dramacie kryminalnym Nędznicy (Les Misérables, 2019) wystąpił w roli poplecznika burmistrza.

## Filmografia

### Filmy
- 1994: Paradoxe perdu
- 2000: Petit Ben
- 2001: The Funk Hunt
- 2002: La barbichette
- 2002: Traitement de substitution n°4
- 2005: Megalopolis & Des friandises pour ta bouche (film krótkometrażowy)
- 2006: Sheitan
- 2008: Les Mathématiques du Roi Heenok (dokumentalny film krótkometrażowy)
- 2008: A Cross the Universe (wideo film krótkometrażowy)
- 2010: Notre jour viendra
- 2019: Louis Vuitton: Coeur Battant (film krótkometrażowy)

### Teledyski
| Rok  | Tytuł                           | Wykonawca               |
| ---- | ------------------------------- | ----------------------- |
| 2002 | „Changer le monde”              | Rocé                    |
| 2003 | „Pour ceux”                     | Mafia K’1 Fry           |
| 2004 | „Y’en a des biens”              | Didier Super            |
| 2007 | „I Believe”                     | Simian Mobile Disco     |
| 2007 | „Stress”                        | Justice                 |
| 2007 | „Trankillement”                 | Fatal Bazooka           |
| 2007 | „Signatune”                     | DJ Mehdi                |
| 2008 | „The Age of The Understatement” | The Last Shadow Puppets |
| 2010 | „Born Free”                     | M.I.A.                  |
| 2011 | „Civilization”                  | Justice                 |
| 2012 | „Bad Girls”                     | M.I.A.                  |
| 2012 | „No Church in the Wild”         | Jay-Z / Kanye West      |
| 2016 | „Gosh”                          | Jamie XX                |
| 2018 | „Nothing Breaks Like a Heart”   | Mark Ronson             |